# Thena Jasper
Thena Jasper (1892 - ¿?) fue una actriz y cantante estadounidense que trabajó durante la era del cine mudo.

## Biografía
Nacida en Pensilvania, a principios de la década de 1910, Jasper se mudó a Los Ángeles juntó con su esposo, Adolph, quién trabajaba como gerente de beisbol, comenzó a aparecer en papeles que mayormente no eran acreditados, principalmente interpretaba papeles de sirvientas que trabajaban para personas de piel blanca de clase alta. Jasper le había dicho a un periodista que "Si tuviera todo el dinero representado por todos los personajes 'millonarios' para los que he trabajado en las películas, nunca tendría que trabajar".

## Filmografía
- Under the Lash (1921)
- The Outside Woman (1921)
- The Strange Boarder (1920)[4]
- The Man Who Had Everything (1920)[4]
- The Ladder of Lies (1920)[4]
- Miss Hobbs (1920)